# Tristichium
Tristichium là một chi rêu trong họ Ditrichaceae.